# Hylaeus noomen
Hylaeus noomen là một loài Hymenoptera trong họ Colletidae. Loài này được Hirashima mô tả khoa học năm 1977.